# Ectropis mniara
Ectropis mniara är en fjärilsart som beskrevs av Turner 1917. Ectropis mniara ingår i släktet Ectropis och familjen mätare. Inga underarter finns listade i Catalogue of Life.